# 1469-es busz
Az 1469-es jelzésű autóbuszvonal távolsági autóbuszjárat Szolnok és Gyöngyös között, melyet a Volánbusz Zrt. lát el.

## Közlekedése
A járat Szolnokot és Gyöngyöst köti össze. 
Útvonalának hossza 89,1 km, menetideje Gyöngyös felé 2 óra 10 perc, Szolnok felé 2 óra 5 perc.
Naponta egy járatpár szállítja az utasokat. 2024. augusztus 17-e óta megáll Gyöngyösön a Volán-telepnél is.

## Megállóhelyei
| 0  | Szolnok, autóbusz-állomás végállomás  | 35 | 3, 10, 10A, 12, 12A, 15, 20, 21, 21A, 22, 22A, 23, 23A, 24, 24A, 25, 25A, 32, 33, 35, 36, 44 532, 533, 534, 538, 553 1077, 1377, 1464, 1466, 1468, 1515, 1517, 1518 3617, 4600, 4601, 4602, 4603, 4605, 4606, 4607, 4608, 4609, 4610, 4611, 4612, 4613, 4614, 4616, 4617, 4618, 4619, 4620, 4621, 4622, 4623, 4630, 4632                                       |
| 1  | Szolnok, TIGÁZ                        | 34 | 10, 10A, 12, 12A, 15, 20, 21, 21A, 22, 22A, 23, 23A, 23E, 24, 24A, 25, 25A, 36 1466, 1515 3617, 4600, 4601, 4602, 4603 |
| 2  | Szolnok, Szoltisz                     | 33 | 10, 10A, 12, 12A, 31 1466, 1515 3617, 4600, 4601, 4602, 4603 |
| 3  | Zagyvarékasi útelágazás               | 32 | 1515 3617, 4600, 4601, 4603 |
| 4  | Szolnok, Transzformátortelep          | 31 | 4600, 4601, 4602, 4603 |
| 5  | Szolnok, Gátőrház                     | 30 | 4600, 4601, 4603 |
| 6  | Zagyvarékas, újtelep                  | 29 | 4600, 4601, 4602, 4603 |
| 7  | Zagyvarékas, Községháza               | 28 | 1466, 1515 4600, 4601, 4602, 4603 |
| 8  | Újszász, Zagyva-híd                   | 27 | 1466, 1515 3617, 4601, 4602, 4603, 4660 |
| 9  | Szászberek, Kossuth út                | 26 | 1466, 1515 3617, 4601, 4602, 4603, 4660 |
| 10 | Szászberek, akkumulátor gyár          | 25 | 1466 3617, 4601, 4602, 4660 |
| 11 | Szászberek, vasúti megállóhely        | 24 | 3617, 4601, 4602, 4660 személyvonat |
| 12 | Jászalsószentgyörgy, újtelep          | 23 | 1466 4601, 4660 |
| 13 | Jászalsószentgyörgy, községháza       | 22 | 1078, 1466, 1515 3617, 4601, 4602, 4659, 4660, 4662 |
| 14 | Jánoshida, Túláti elágazás            | 21 | 1078, 1466, 1515 3617, 4601, 4602, 4660, 4662, 4663 |
| 15 | Alattyán, községháza                  | 20 | 1078, 1466, 1515 3617, 4601, 4602, 4660, 4662, 4663 |
| 16 | Pusztamizsei elágazás                 | 19 | 1466, 1515 3617, 4601, 4602, 4660, 4662, 4663 |
| 17 | Jásztelek, községháza                 | 18 | 1078, 1466, 1515 3617, 4601, 4602, 4660, 4662, 4663 |
| 18 | Jászberény, Sertéstelep               | 17 | 4601, 4660, 4662, 4663 |
| 19 | Jászberény, jászteleki elágazás       | 16 | 1 1070, 1075, 1077, 1078, 1443, 1466, 1515 3424, 3669, 4601, 4602, 4653, 4654, 4655, 4659, 4660, 4662, 4663 |
| 20 | Jászberény, Szabadság tér             | ∫  | 1 1070, 1075, 1076 3424, 3443, 3669, 4601, 4602, 4653, 4654, 4655, 4659, 4660, 4662, 4663 |
| 21 | Jászberény, autóbusz-állomás          | 15 | 1, 2A 498, 499, 503, 523 1070, 1075, 1076, 1077, 1078, 1348, 1362, 1376, 1443, 1466, 1515 3443, 3617, 3667, 3669, 3671, 4601, 4602, 4650, 4651, 4653, 4654, 4655, 4659, 4660, 4662, 4663, 4681, 4686 |
| 22 | Jászberény, Túzok utca                | 14 | 1 1077, 1078, 1348 3617, 3667, 3671, 4602, 4650, 4651, 4681, 4686 |
| 23 | Jászberény, Gyöngyösi út              | 13 | 1 1078 3617, 3667, 3671, 4602, 4650, 4651, 4681, 4686 |
| 24 | Jászberény, transzformátor telep      | 12 | 3671, 4602, 4650 |
| 25 | Négyszállás                           | 11 | 3671, 4602, 4650 |
| 26 | Jászárokszállás, Ipari Park           | 10 | 1348 3667, 3671, 4602, 4650, 4653, 4658 |
| 27 | Jászárokszállás, Jászágói út          | 9  | 3671, 4602, 4650, 4653, 4658 |
| 28 | Jászárokszállás, városháza            | 8  | 1348, 1515 3667, 3670, 3671, 3688, 4602, 4650, 4653, 4658 |
| 29 | Jászárokszállás, malom                | 7  | 1348 3670, 3671, 4602, 4653 |
| 30 | Vámosgyörk, vasútállomás              | 6  | 1348, 1515 3670, 3671, 3673, 3697, 4602, 4653 S80, személyvonat, Ezüstpart expresszvonat, Agria InterRégió, Mátra InterRégió |
| 31 | Vámosgyörk, szociális otthon          | 5  | 1348 3670, 3671, 3673, 3697, 4602, 4653 |
| 32 | Atkár, autóbusz-váróterem             | 4  | 1348, 1515 3612, 3670, 3671, 3673, 3697, 4602, 4653 |
| 33 | Gyöngyöshalász, bejárati út           | 3  | 1348, 1515 3612, 3670, 3671, 3673, 3697, 4602, 4653 |
| 34 | Gyöngyös, VOLÁN-telep                 | 2  | 1, 1A 411, 413, 415 1427 3448, 3602, 3604, 3612, 3650, 3652, 3670, 3675, 3676, 3697, 4653 |
| 35 | Gyöngyös, toronyház                   | 1  | 411, 413, 415 1040, 1044, 1045, 1046, 1049, 1050, 1054, 1066, 1068, 1069, 1348, 1427, 1515 3448, 3602, 3604, 3612, 3650, 3652, 3670, 3671, 3675, 3676, 3697, 4602, 4653 |
| 36 | Gyöngyös, autóbusz-állomás végállomás | 0  | 1A 411, 413, 415 1040, 1044, 1045, 1046, 1049, 1050, 1054, 1066, 1068, 1069, 1301, 1305, 1308, 1348, 1402, 1427, 1515 3445, 3448, 3471, 3492, 3602, 3604, 3612, 3650, 3651, 3652, 3655, 3656, 3660, 3661, 3662, 3663, 3664, 3665, 3666, 3670, 3671, 3673, 3675, 3676, 3677, 3678, 3680, 3681, 3685, 3688, 3691, 3693, 3694, 3696, 3697, 3698, 3699, 4602, 4653 |